# Rubus sapaensis
Rubus sapaensis är en rosväxtart som beskrevs av N.T. Hiep och G.P. Yakovlev. Rubus sapaensis ingår i släktet rubusar, och familjen rosväxter. Inga underarter finns listade i Catalogue of Life.